# Sochaux
Sochaux là một xã trong vùng hành chính Franche-Comté, thuộc tỉnh Doubs, quận Montbéliard, tổng Sochaux-Grand-Charmont. Tọa độ địa lý của xã là 47° 31' vĩ độ bắc, 06° 49' kinh độ đông. Sochaux nằm trên độ cao trung bình là m mét trên mực nước biển, có điểm thấp nhất là 317 mét và điểm cao nhất là 398 mét. Xã có diện tích 2.17 km², dân số vào thời điểm 1999 là 4.552 người; mật độ dân số là 2098 người/km².

## Thông tin nhân khẩu
| 1962  | 1968  | 1975  | 1982  | 1990  | 1999  |
| ----- | ----- | ----- | ----- | ----- | ----- |
| 4 675 | 6 116 | 6 344 | 5 254 | 4 419 | 4 491 |